# Лобаски (Атяшевский район)
Лобаски (эрз. Ламбаське) — село в Атяшевском районе Мордовии. Входит в состав Киржеманского сельского поселения.

## География
Расположено от районного центра — посёлка Атяшево — в 28 км, от столицы республики — города Саранска — в 80 км. Через село течёт река Нушлейка.
Расположено в 31 км от районного центра и железнодорожной станции Атяшево.

## Название
Топоним «Лобаски», вероятнее всего, восходит к мордовскому дохристианскому имени Лобаска, которое часто встречается в актовых документах XVI—XVIII веков. В различных документах дореволюционного периода сначала деревня, а затем и село встречается под следующими названиями: Лобаски на Нуштолее (1622-24 гг.), Старые Лобаски (1671 г.), Нагорные Лобаски (1696 г.), Введенское-Лобаски (1782 г.), Лобаски (1859 г., 1911 г.).

## История
Точная дата основания Лобасков, к сожалению, не дошла до нас ни в одном из документов. Однако приблизительно установить её можно, так как косвенные сведения об этом содержатся в переписных книгах по Алатырскому и Арзамасскому уездам XVII века. Исследователем этих документов был известный мордовский учёный А. А. Гераклитов (1867—1933). Согласно им, он утверждает, что уже до 1614 года выходцами из Лобасков была основана деревня Тазнеево. Значит, Лобаски возникли несколько раньше. Далее Гераклитов пишет, что своё название деревня, вероятнее всего, берёт от Старых Лобасков, лежавших «где-то в верховьях реки Ежать» (современная Нижегородская область), которые упоминаются в документах с 1564 года. Если брать во внимание упомянутые документы и тот исторический факт, что конец XVI — начало XVII веков — это период активных переселений мордовских да и русских крестьян в юго-восточном направлении и заселения ими территории современных восточных районов Мордовии, пустовавших ранее, то можно с большой долей вероятности утверждать, что деревня Лобаски на Нуштолее основана между 1594 и 1614 годами переселенцами из Старых Лобасков на реке Ежать.
Что касается села Лобаски современного Ичалковского района, то оно, согласно указанным выше документам, возникла после 1628 года и так же основана переселенцами из Старых Лобасков на Ежати (кстати, указанная деревня после 1628 года в документах больше не упоминается).
Герой Советского Союза В. Ф. Здунов, языковед Р. Н. Бузакова, экономист, партийный работник Н. Т. Гаваев, поэт Я. Я. Кулдуркаев.

## Население
| 2002 | 2010 |
| ---- | ---- |
| 734  | ↘566 |

Национальный состав
Согласно результатам Всероссийской переписи населения 2002 года, в национальной структуре населения мордва-эрзя составляли 97 %.

## Источник
- Энциклопедия Мордовия, И. С. Марискин, О. И. Марискин.